# 排中律
排中律（はいちゅうりつ、英: Law of excluded middle、仏: Principe du tiers exclu）とは、論理学において、任意の命題 P に対し「P であるか、または P でない」という命題は常に成り立つという原理である。

## 概要
ラテン語で「第三の命題が排除される原理」 Principium tertii exclusiあるいは「第三の命題（可能性）は存在しない」 Tertium non daturと称され、英語ではLaw of excluded middle（排中律・排中原理・排中法）または Law of the excluded third（排除される第三者の原理、第三者拒斥の原理）と呼ばれる。
排中律は任意の命題Pに対してそれが成り立つか成り立たないかのいずれか一方であって、その中間は無いことを述べた論理学の法則であり、 P ∨ ￢P はつねに真（恒真）であるという主張であると考えてよい。「すべての命題は真または偽のいずれかの真理値を持つ」という二値原理（英: Principle of bivalence）とは直感的には同じものに感じられ古典論理学では同等のものと扱われるが、様相論理学においては異なるものである（二重否定の除去も参照）。
論理の古典的体系では、同一律、無矛盾律とともに、思考の三原則を成す。ただし、論理体系によっては等価な別の主張（二重否定の除去やパースの法則など）が公理として採用されることもある。
直観主義論理においては排中律は公理として採用されておらず、また排中律は直観主義論理の定理ではない（すなわち、排中律は直観主義論理において証明できない）。ただし、排中律の二重否定 ￢￢(P ∨ ￢P) や三重否定除去 ￢￢￢P → ￢P などは直観主義論理においても証明可能であり、すなわち排中律が否定されているわけでもない。
誤謬の一種である誤った二分法のことを「排中の誤謬」（英語: the fallacy of the excluded middle）と呼ぶことがあるが、それぞれの定義の通りこれらは異なる概念である。

## 例
次の命題 P について考える。
「ソクラテスは死ぬ」
この命題に対して、排中律とは、
「ソクラテスは死ぬかあるいは死なないかのどちらかである」
という命題 P ∨ ¬P はつねに成立する（常に真である）、とする主張である（それ以外の第三の状態や中間の状態を取らない）。
この主張は古典論理（形式論理学）における基本的な定義であり、命題 P の内容によらず適用できる。
排中律に依存した論証の例を次に示す。これは、よく知られた例である。
{\displaystyle {\sqrt {2}}} が無理数であることは知られている。そこで、次のような数を考える。
{\displaystyle {\sqrt {2}}^{\sqrt {2}}}
排中律に基づくと、明らかにこの数は有理数か無理数かのどちらかである。これが有理数なら証明が完了する。もし無理数なら、次のような数を考える。
{\displaystyle a={\sqrt {2}}^{\sqrt {2}}} および {\displaystyle b={\sqrt {2}}}
すると、
{\displaystyle a^{b}=\left({\sqrt {2}}^{\sqrt {2}}\right)^{\sqrt {2}}={\sqrt {2}}^{\left({\sqrt {2}}\cdot {\sqrt {2}}\right)}={\sqrt {2}}^{2}=2}
2 は明らかに有理数である。従って証明が完了する。
この論証において、「この数（{\displaystyle {\sqrt {2}}^{\sqrt {2}}}）は有理数か無理数かのどちらかである」という主張は排中律に基づいている。直観主義では、aが{\displaystyle {\sqrt {2}}}であるのか{\displaystyle {\sqrt {2}}^{\sqrt {2}}}であるのか特定されていないような上記の論法、あるいは{\displaystyle {\sqrt {2}}^{\sqrt {2}}}について何らかの証拠（数・実数としての存在可能性、あるいは有理数であるか無理数であるかといった具体的な証明）がない限り、このような主張を認めない。この変形として、ある数が無理数（あるいは有理数）であることの証明や、ある数が有理数かどうかを判定する有限なアルゴリズムなどが考えられる。

## 無限に関する非構成的証明
上記の例は直観主義では許されない「非構成的; non-constructive」証明の例である。
「この証明は、定理を満足する a と b という数を特定せずに可能性だけで論じているため、非構成的である。実際には {\displaystyle a={\sqrt {2}}^{\sqrt {2}}} は無理数だが、これを簡単に示す証明は知られていない」(Davis 2000:220)　
（なお、上記の設題に関して別の数を用いれば、特定の構成的な証明を行うのは困難な事ではない。例えば{\displaystyle a={\sqrt {2}}} 及び {\displaystyle b=\log _{2}9}は共に無理数であることは容易に証明でき、{\displaystyle a^{b}=3}。これは直感主義で認められる証明方法の１つである。）
Davis は「構成的」について「実際に一定の条件を満たす数学的実体が存在するという証明は、明示的に問題の実体を表す方法を提供する必要があるだろう」(p. 85) としている。そのような証明は全体の完全性の存在を前提としており、それは直観主義者にとっては、決して完全ではない「無限」に拡張することは許されない。
古典数学では、「非構成的」あるいは「間接的」な存在証明があるが、直観主義者はそれを受け入れない。例えば、「P(n) が成り立つような n がある」ことを証明するとき、古典数学では全ての n について P(n) が成り立たないと仮定することで矛盾が生じることを示す。古典論理でも直観論理でも、帰謬法により「全ての n について P(n) が成り立たないということはない」ことが示される。古典論理はその結果を「P(n) が成り立つ n が存在する」に変換することを許すが、直観論理では総体として無限な自然数の集合が完全であって、P(n) となるような n が存在するということは言えない。なぜなら、直観主義では自然数が全体として完全であるとは考えないからである。 (Kleene 1952:49-50)
実際、ヒルベルトとブラウワーはそれぞれ、排中律を無限に適用する例を示している。ヒルベルトの例は「素数は有限個か無限個か」(Davis 2000:97) であり、ブラウワーの例は「全ての数学的種は有限か無限か」(Brouwer 1923 in van Heijenport 1967:336) である。
一般に、直観主義では有限な集合に関して排中律の適用を許すが、無限集合（例えば、自然数）に対しては許さない。したがって、「無限集合 D に関する全ての命題 P について、P であるかまたは P でないかのどちらかである」(Kleene 1952:48) という言い方は、直観主義では絶対できない。詳しくは、数学基礎論と直観主義を参照されたい。
排中律についての推定的反例として、嘘つきのパラドックスあるいはクワインのパラドックスがある。Graham Priest の dialetheism では、排中律を定理とするが、嘘つきのパラドックスは真でもあり偽でもあると説明する。この場合、排中律は真だが、真であるがゆえに選言は排他的ではなく、選言肢の一方が逆説的だったり、両者がともに真でありかつ偽であることもありうるとする。

## 歴史

### アリストテレス
アリストテレスは、曖昧さは曖昧な名称を用いることから生じるのであって、「事実」自身には曖昧さがないとした。アリストテレスは「同じ事象であることと同じ事象でないことは同時には成り立たない」とした。これを命題論理で表すと、￢ (P ∧ ￢P) となる。これは、二重否定の法則「￢￢P⇔P」を認めれば現代で言う排中律 (P ∨ ￢P) と同値だが、そうでない場合には両者の意味は異なる。前者は、ある文が同時に真であり偽であるということはないと主張するもので、後者は、ある文が真でも偽でもないということはないと主張するものである。
しかし、アリストテレスは「相矛盾する事象が同時に真であることは不可能なので、同じ事象が同時に相反する属性を持つことができないのは明らかである」(Book IV, CH 6, p. 531) とも述べている。そして、「相反する事象の中間は存在しないが、1 つの事象について我々はある述語が成り立つか成り立たないかを示さねばならない」(Book IV, CH 7, p. 531) とした。アリストテレスの古典論理では、これが排中律 P ∨ ￢P の明確な文となっている。

### ライプニッツ
その一般的形式「全ての判断は真または偽である」[footnote 9]...(from Kolmogorov in van Heijenoort, p. 421)

footnote 9: これはライプニッツの非常に単純な定式化である (see Nouveaux Essais, IV,2)...." (ibid p 421)

### バートランド・ラッセルと『数学原理』
バートランド・ラッセルは「排中律」と「矛盾律; law of contradiction」を区別した。The Problems of Philosophy において、彼はアリストテレス的意味において自明な3つの思考の法則を挙げている。

1. 同一性の法則
2. 無矛盾律: 「ある事象がある属性を持つと同時に持たないということはあり得ない」
3. 排中律: 「全ての事象は、ある属性を持つか持たないかのどちらかである」

これら3つの法則は自明な論理原則の例である（p. 72）
これは少なくとも二値論理では正しい（例えば、カルノー図を参照）。ラッセルの第二の法則は第三の法則で使われている非排他的論理和の「中間」を排除している。そして、これは Reichenbach が一部の論理和を排他的論理和に置換すべきであると主張する根拠となっている。
この問題について Reichenbach は次のように書いている。
排中律
1. (x)[f(x) ∨ ~f(x)]

は、主要な項が網羅的ではないので、冗長な論理式である。この事実は、一部の人が (29) を非排他的論理和で書くことを不合理と感じる理由であり、排他的論理和で書きたがる理由である。
1. (x)[f(x) ⊕ ~f(x)], ここで、" ⊕ " という記号は排他的論理和を意味する。

この式は網羅的であり、より厳密である。(Reichenbach, p. 376)
(30) における "(x)" は当時の全称記号である。
アリストテレスとラッセルは古典論理の特性を信じていたが、それは全ての文が真か偽のどちらかであるという暗黙の前提に依存している。